# Juilly (Seine-et-Marne)
Pour les articles homonymes, voir Juilly.
Juilly est une commune française située dans le département de Seine-et-Marne, en région Île-de-France.

## Géographie

### Localisation
Juilly est situé en Goële à 13 km au nord-ouest de Meaux.

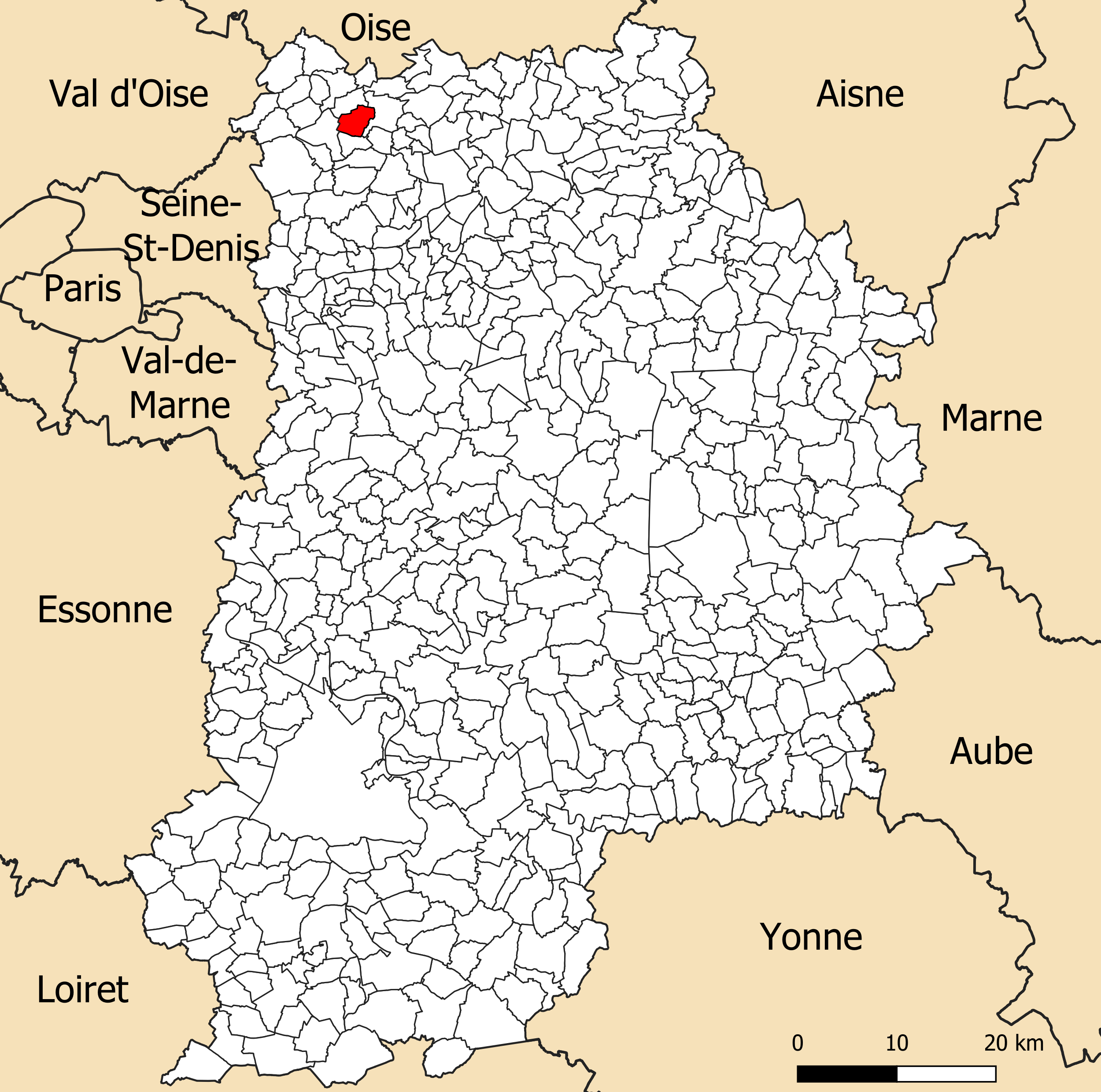
Localisation de la commune de Juilly dans le département de Seine-et-Marne

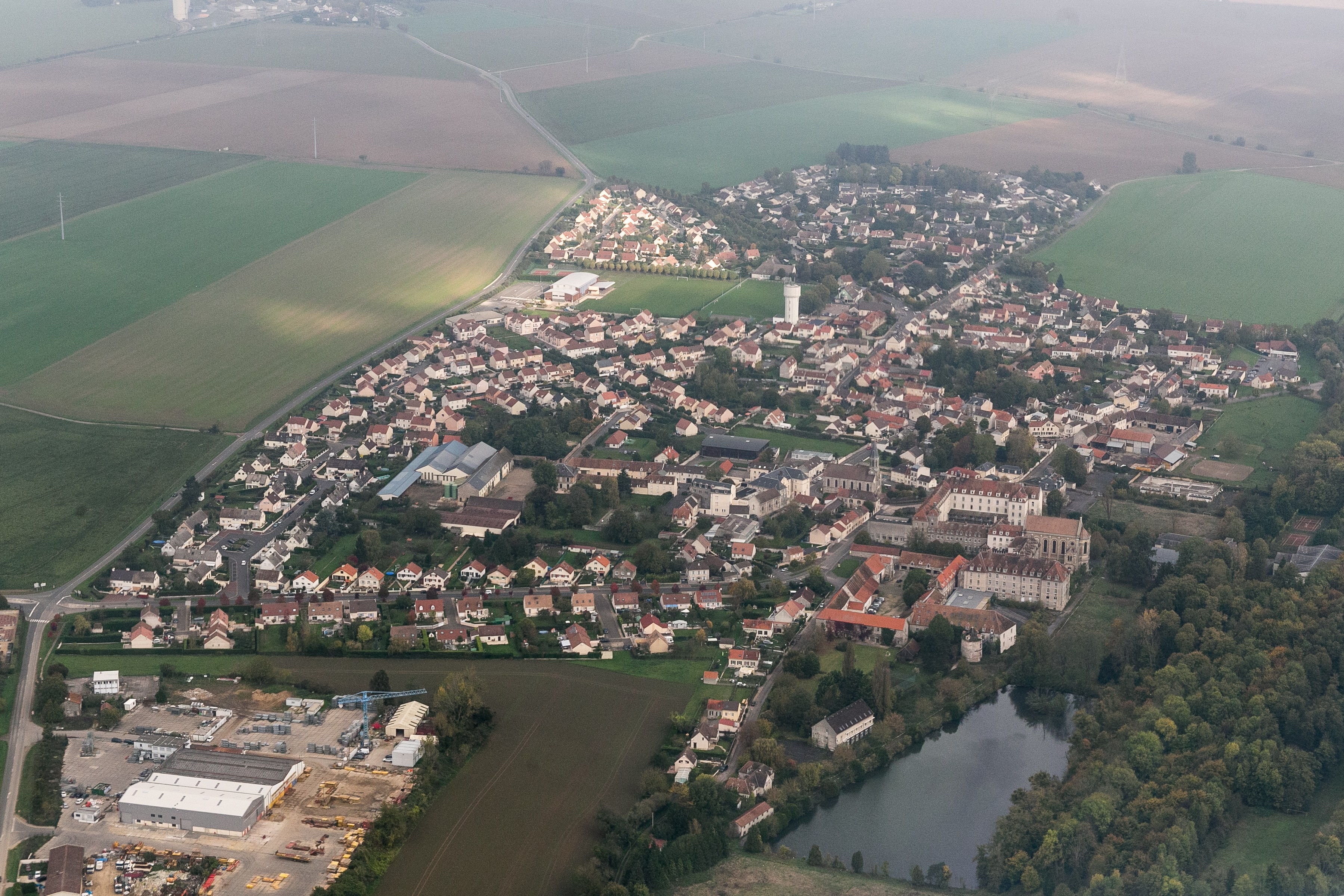
Vue aérienne de Juilly.

### Communes limitrophes
| Saint-Mard |             | Montgé-en-Goële |
| Thieux     | Juilly      |                 |
|            | Nantouillet |                 |

### Hydrographie
Le réseau hydrographique de la commune se compose de deux cours d'eau référencés :
- le ru du Rossignol (ou ru de l'Arzillère), long de 5,40 km[1], affluent de la Beuvronne ;
  - le ru de la Maquerelle, long de 2,25 km[2], affluent du ru du Rossignol.

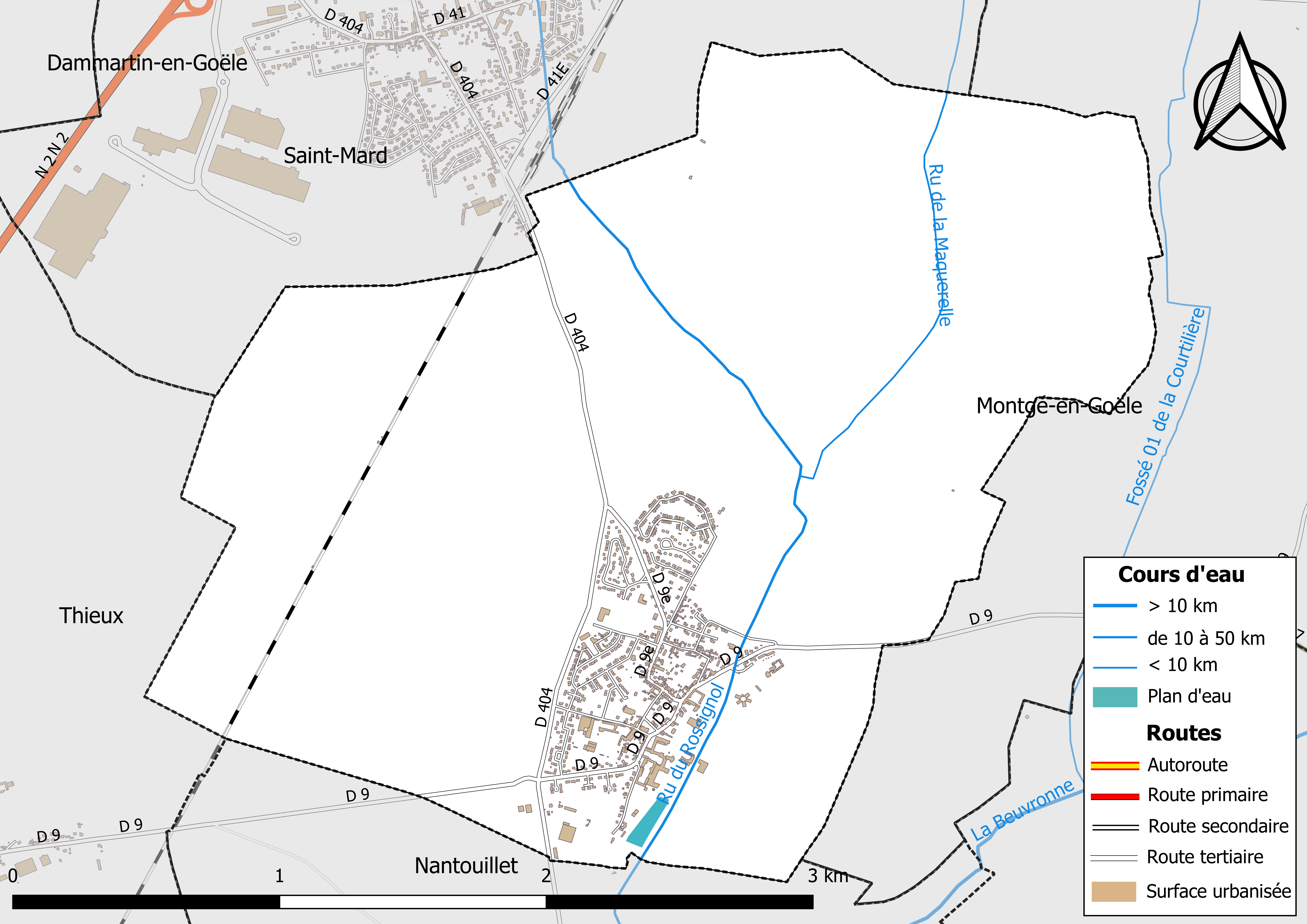
Carte des réseaux hydrographique et routier de Juilly.

La longueur totale des cours d'eau sur la commune est de 4,87 km.

### Géologie et relief
La commune est classée en zone de sismicité 1, correspondant à une sismicité très faible. L'altitude varie de 77 mètres à 114 mètres pour le point le plus haut , le centre du bourg se situant à environ 91 mètres d'altitude (mairie).

### Climat
Pour des articles plus généraux, voir Climat de l'Île-de-France et Climat de Seine-et-Marne.
En 2010, le climat de la commune est de type climat océanique dégradé des plaines du Centre et du Nord, selon une étude du CNRS s'appuyant sur une série de données couvrant la période 1971-2000. En 2020, Météo-France publie une typologie des climats de la France métropolitaine dans laquelle la commune est exposée à un climat océanique altéré et est dans une zone de transition entre les régions climatiques « Sud-ouest du bassin Parisien » et « Nord-est du bassin Parisien ».
Pour la période 1971-2000, la température annuelle moyenne est de 11 °C, avec une amplitude thermique annuelle de 15,1 °C. Le cumul annuel moyen de précipitations est de 722 mm, avec 10,8 jours de précipitations en janvier et 8 jours en juillet. Pour la période 1991-2020, la température moyenne annuelle observée sur la station météorologique la plus proche, située sur la commune du Plessis-Belleville à 10 km à vol d'oiseau, est de 11,4 °C et le cumul annuel moyen de précipitations est de 661,7 mm,. Pour l'avenir, les paramètres climatiques de la commune estimés pour 2050 selon différents scénarios d'émission de gaz à effet de serre sont consultables sur un site dédié publié par Météo-France en novembre 2022.

### Milieux naturels et biodiversité

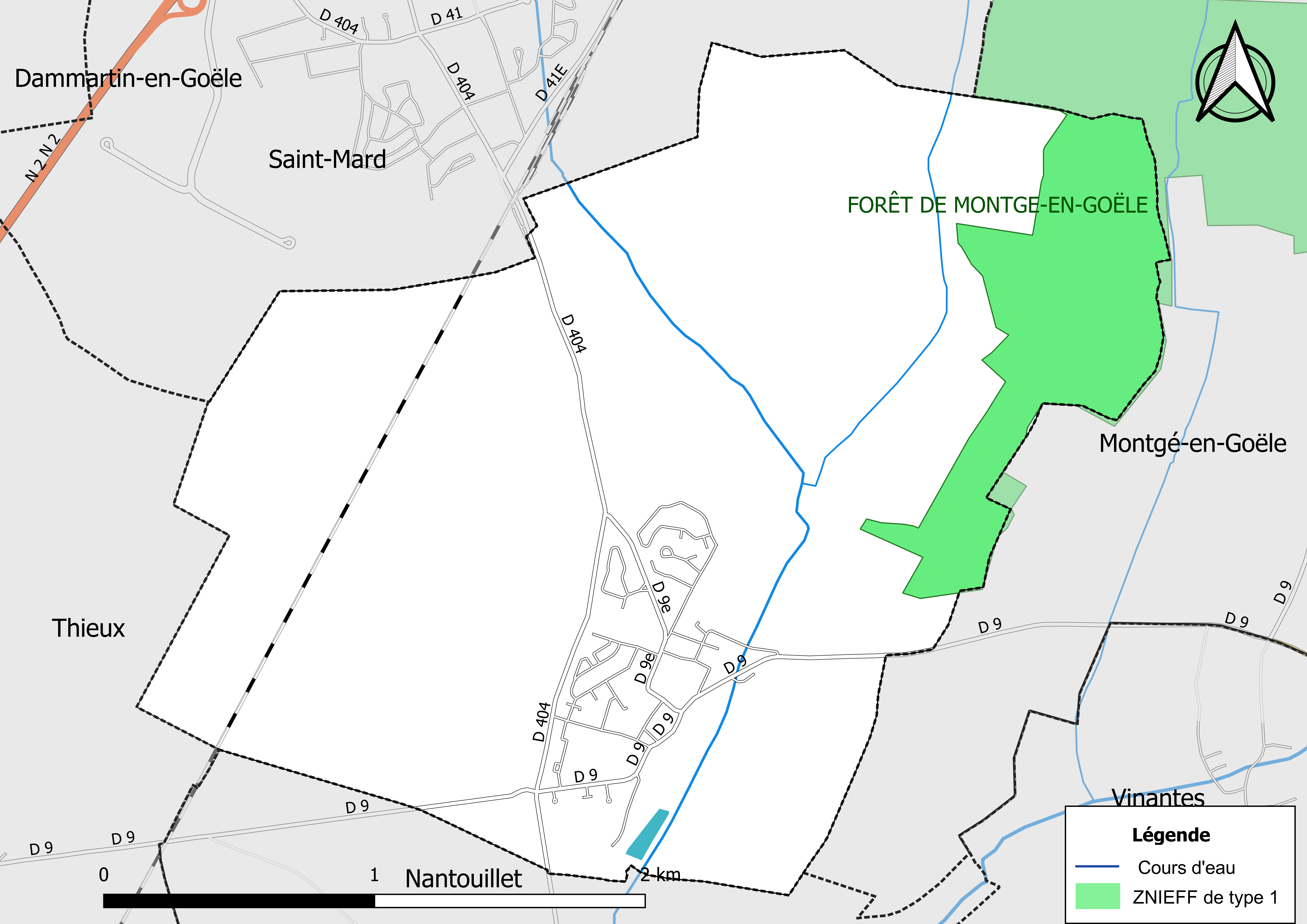
Carte des ZNIEFF de type 1 localisées sur la commune.

L’inventaire des zones naturelles d'intérêt écologique, faunistique et floristique (ZNIEFF) a pour objectif de réaliser une couverture des zones les plus intéressantes sur le plan écologique, essentiellement dans la perspective d’améliorer la connaissance du patrimoine naturel national et de fournir aux différents décideurs un outil d’aide à la prise en compte de l’environnement dans l’aménagement du territoire.
Le territoire communal de Juilly comprend une ZNIEFF de type 1,,, 
la « Forêt de Montge-en-Goële » (804,67 ha), couvrant 5 communes du département.

## Urbanisme

### Typologie
Au 1er janvier 2024, Juilly est catégorisée bourg rural, selon la nouvelle grille communale de densité à sept niveaux définie par l'Insee en 2022.
Elle est située hors unité urbaine. Par ailleurs la commune fait partie de l'aire d'attraction de Paris, dont elle est une commune de la couronne,. Cette aire regroupe 1 929 communes,.

### Lieux-dits et écarts
La commune compte 40 lieux-dits administratifs répertoriés consultables ici dont la Louvière.

### Occupation des sols
L'occupation des sols de la commune, telle qu'elle ressort de la base de données européenne d’occupation biophysique des sols Corine Land Cover (CLC), est marquée par l'importance des territoires agricoles (77,4 % en 2018), en diminution par rapport à 1990 (78,5 %). La répartition détaillée en 2018 est la suivante : 
terres arables (77,4% ), forêts (13,6% ), zones urbanisées (8,9 %).
Parallèlement, L'Institut Paris Région, agence d'urbanisme de la région Île-de-France, a mis en place un inventaire numérique de l'occupation du sol de l'Île-de-France, dénommé le MOS (Mode d'occupation du sol), actualisé régulièrement depuis sa première édition en 1982. Réalisé à partir de photos aériennes, le Mos distingue les espaces naturels, agricoles et forestiers mais aussi les espaces urbains (habitat, infrastructures, équipements, activités économiques, etc.) selon une classification pouvant aller jusqu'à 81 postes, différente de celle de Corine Land Cover,,. L'Institut met également à disposition des outils permettant de visualiser par photo aérienne l'évolution de l'occupation des sols de la commune entre 1949 et 2018.

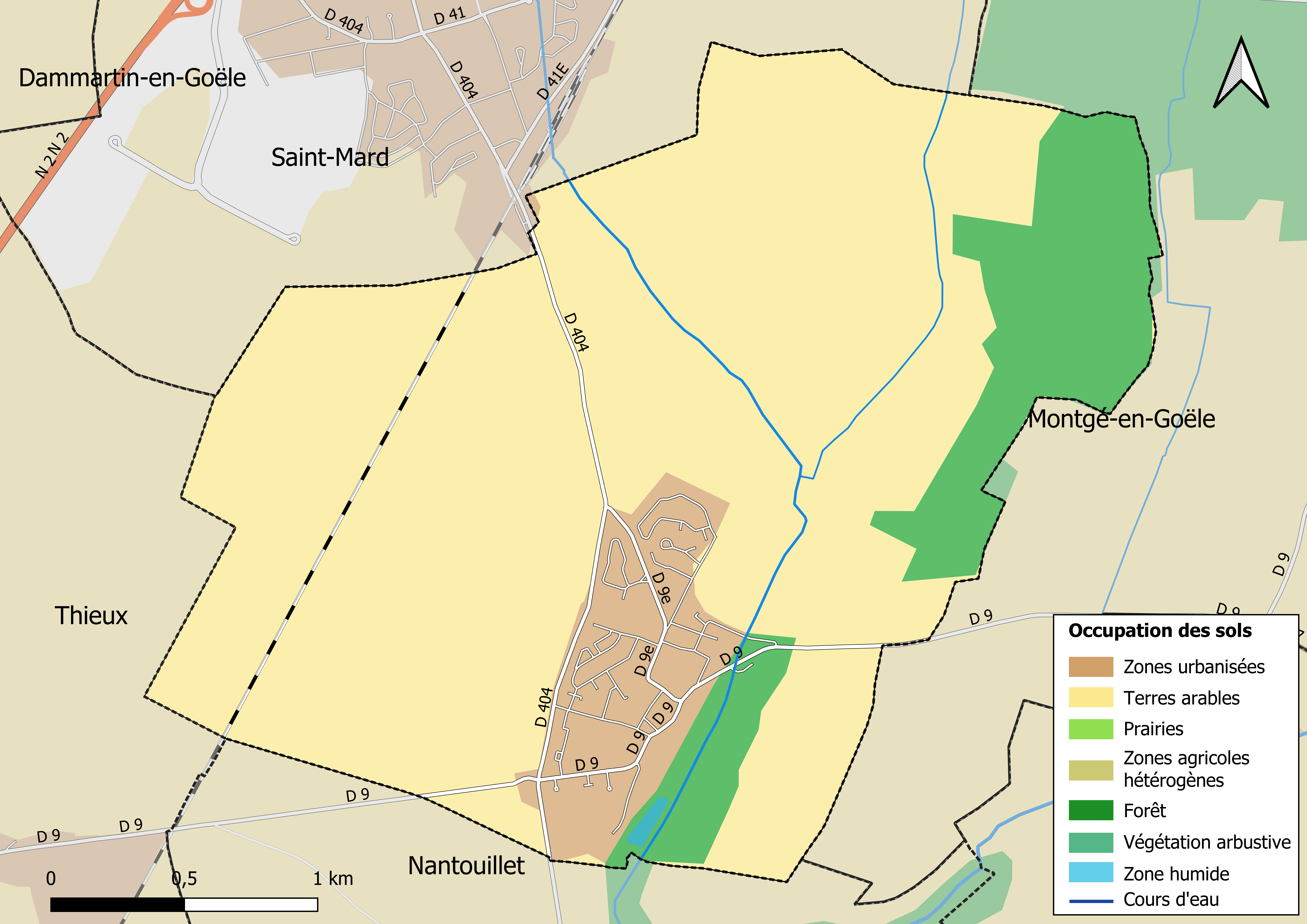
Carte des infrastructures et de l'occupation des sols en 2018 (CLC) de la commune.
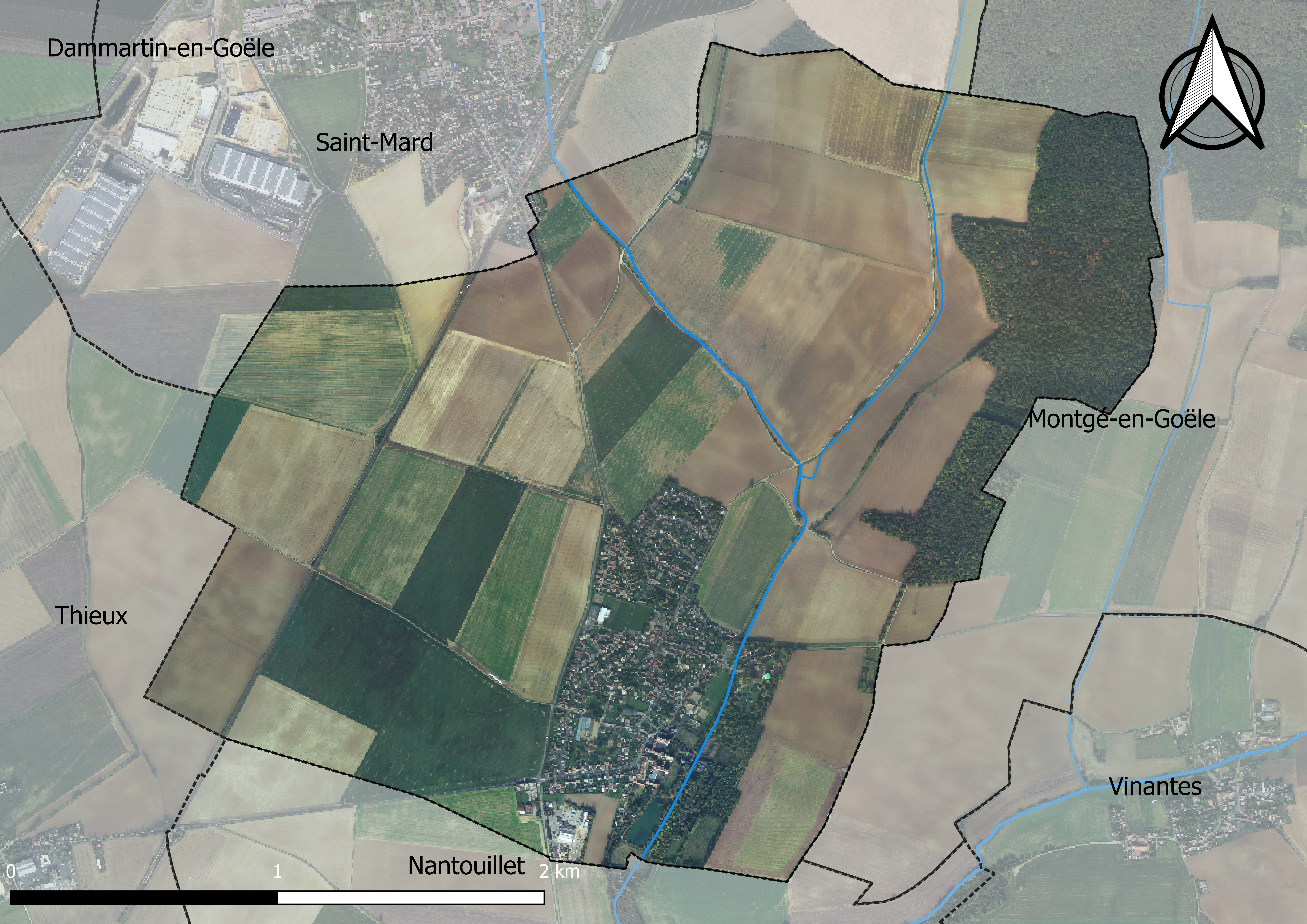
Carte orhophotogrammétrique de la commune.

### Planification
La loi SRU du 13 décembre 2000 a incité les communes à se regrouper au sein d’un établissement public, pour déterminer les partis d’aménagement de l’espace au sein d’un SCoT, un document d’orientation stratégique des politiques publiques à une grande échelle et à un horizon de 20 ans et s'imposant aux documents d'urbanisme locaux, les PLU (Plan local d'urbanisme). La commune est dans le territoire du SCOT Roissy Pays de France, approuvé le 19 décembre 2019 et porté par la communauté d’agglomération Roissy Pays de France.
La commune disposait en 2019 d'un plan local d'urbanisme en révision. Le zonage réglementaire et le règlement associé peuvent être consultés sur le Géoportail de l'urbanisme.

### Logement
En 2016, le nombre total de logements dans la commune était de 712 dont 83 % de maisons et 16,8 % d’appartements.
Parmi ces logements, 95,2 % étaient des résidences principales, 0,4 % des résidences secondaires et 4,4 % des logements vacants.
La part des ménages fiscaux propriétaires de leur résidence principale s’élevait à 77,6 % contre 20,8 % de locataires, dont 2,7 % de logements HLM loués vides (logements sociaux) et 1,6 % logés gratuitement.

### Voies de communication et transports

#### Voies de communication
Le sentier de grande randonnée GR 1 traverse le nord de la commune, entre Saint-Mard à l'ouest et Montgé-en-Goële à l'est.

#### Transports
La commune est desservie par :
- la gare de Dammartin - Juilly - Saint-Mard, située à Saint-Mard sur la ligne de La Plaine à Hirson et Anor (frontière) et desservie par les trains de la ligne K du Transilien (Paris-Nord - Crépy-en-Valois) ainsi que par ceux du TER Picardie (Paris - Laon) ;
- les lignes  d'autocars no 22, no 710, no 711 et no 716 du réseau de bus Roissy Est.

## Toponymie
Le nom de la localité est mentionné sous les formes Juliacum en 1191 ; Beata Maria de Juliaco en 1202 ; Julliacum en 1221 ; Juily emprès Meaux au XIIIe siècle ; Julli en 1274 ; Juylli en Meucien au XIVe siècle ; Juilli en 1480 ; Juilly en France en 1487 ; Juylly en France en 1534 ; Jully en 1573 ; Jully en 1729 (Saugrain).
De l'anthroponyme Julius et du suffixe gaulois -acos, exprimant la propriété.

## Politique et administration

### Intercommunalité
La commune était membre de la communauté de communes de la plaine de France, un Établissement public de coopération intercommunale à fiscalité propre créé fin 2001 par transformation de l'ancien  district de la Plaine de France  qui avait été constitué en 1990.
Elle fusionne avec ses voisines pour former, le 1er janvier 2013, la communauté de communes Plaines et Monts de France.
Toutefois, à la suite de l'adoption de la loi portant nouvelle organisation territoriale de la République (Loi NOTRe) du 7 août 2015 et compte tenu de la création de la métropole du Grand Paris, le schéma régional de coopération territoriale (SRCI) arrêté par le Préfet de la région Île-de-France le 4 mars 2015, puis amendé par la commission régionale de la coopération intercommunale, prévoyait la  création d'une importante intercommunalité autour de la zone aéroportuaire de Roissy, provenant de la fusion de deux communautés d’agglomération du Val-d’Oise ainsi que du rattachement de 17 des communes de CCPMF.
C'est ainsi qu'est créée, le 1er janvier 2016, la communauté d'agglomération Roissy Pays de France dont est désormais membre la commune.

### Liste des maires
| Période                                  | Période                       | Identité      | Étiquette | Qualité |
| ---------------------------------------- | ----------------------------- | ------------- | --------- | --- |
| Les données manquantes sont à compléter. |                               |               |           | |
| 1945                                     | 1977                          | Pierre Haquin |           | |
| 1977                                     | 1989                          | Paul Heurtaut |           | |
| 1989                                     | En cours (au 11 juillet 2020) | Daniel Haquin | DVD       | Agriculteur Président de la CC de la Plaine de France (? → 2013) Vice-président de la CA Roissy Pays de France (2020 → ) Réélu pour le mandat 2020-2026 |

## Équipements et services

### Eau et assainissement
L’organisation de la distribution de l’eau potable, de la collecte et du traitement des eaux usées et pluviales relève des communes. La loi NOTRe de 2015 a accru le rôle des EPCI à fiscalité propre en leur transférant cette compétence. Ce transfert devait en principe être effectif au 1er janvier 2020, mais la loi Ferrand-Fesneau du 3 août 2018 a introduit la possibilité d’un report de ce transfert au 1er janvier 2026,.

#### Assainissement des eaux usées
En 2020, la gestion du service d'assainissement collectif de la commune de Juilly est assurée par la Communauté d'agglomération Roissy Pays de France pour la collecte, le transport et la dépollution,,.
L’assainissement non collectif (ANC) désigne les installations individuelles de traitement des eaux domestiques qui ne sont pas desservies par un réseau public de collecte des eaux usées et qui doivent en conséquence traiter elles-mêmes leurs eaux usées avant de les rejeter dans le milieu naturel. La Communauté d'agglomération Roissy Pays de France assure pour le compte de la commune le service public d'assainissement non collectif (SPANC), qui a pour mission de vérifier la bonne exécution des travaux de réalisation et de réhabilitation, ainsi que le bon fonctionnement et l’entretien des installations,.

#### Eau potable
En 2020, l'alimentation en eau potable est assurée par la Communauté d'agglomération Roissy Pays de France qui en a délégué la gestion à une entreprise privée, dont le contrat expire le 22 juillet 2021,.

## Population et société

### Démographie
L'évolution du nombre d'habitants est connue à travers les recensements de la population effectués dans la commune depuis 1793. Pour les communes de moins de 10 000 habitants, une enquête de recensement portant sur toute la population est réalisée tous les cinq ans, les populations de référence des années intermédiaires étant quant à elles estimées par interpolation ou extrapolation. Pour la commune, le premier recensement exhaustif entrant dans le cadre du nouveau dispositif a été réalisé en 2005.

En 2022, la commune comptait 2 031 habitants, en évolution de +2,68 % par rapport à 2016 (Seine-et-Marne : +3,92 %, France hors Mayotte : +2,11 %).
| 1793 | 1800 | 1806 | 1821 | 1831 | 1836 | 1841 | 1846 | 1851 |
| ---- | ---- | ---- | ---- | ---- | ---- | ---- | ---- | ---- |
| 559  | 450  | 476  | 456  | 520  | 514  | 747  | 758  | 905  |

| 1856 | 1861 | 1866 | 1872 | 1876  | 1881 | 1886  | 1891  | 1896  |
| ---- | ---- | ---- | ---- | ----- | ---- | ----- | ----- | ----- |
| 902  | 898  | 953  | 864  | 1 025 | 935  | 1 002 | 1 073 | 1 076 |

| 1901 | 1906 | 1911 | 1921  | 1926  | 1931  | 1936  | 1946  | 1954  |
| ---- | ---- | ---- | ----- | ----- | ----- | ----- | ----- | ----- |
| 987  | 912  | 840  | 1 011 | 1 050 | 1 146 | 1 099 | 1 229 | 1 315 |

| 1962 | 1968 | 1975 | 1982  | 1990  | 1999  | 2005  | 2006  | 2010  |
| ---- | ---- | ---- | ----- | ----- | ----- | ----- | ----- | ----- |
| 823  | 798  | 802  | 1 130 | 1 288 | 1 448 | 1 647 | 1 699 | 2 156 |

| 2015  | 2020  | 2022  | - | - | - | - | - | - |
| ----- | ----- | ----- | - | - | - | - | - | - |
| 1 986 | 2 018 | 2 031 | - | - | - | - | - | - |

### Enseignement
Juilly dispose de :
- l’école maternelle située 7 rue de Saint-Mard. Cet établissement public, inscrit sous le code UAI (Unité administrative immatriculée ) : 0771848R , comprend 105 élèves  (chiffre du Ministère de l'Éducation nationale)[46]. Il ne dispose pas d’un restaurant scolaire.
- l’école élémentaire  située 7 rue Barre. Cet établissement privé, inscrit sous le code UAI :  0771277V, comprend 131 élèves[47]. Il dispose d’un restaurant scolaire.
- l’école primaire “Bautain” située 13 rue Sainte Marie. Cet établissement privé, inscrit sous le code UAI : 0771276U, comprend 124 élèves[48]. Il dispose d’un restaurant scolaire.
- l’école élémentaire “Jean de la Fontaine” située 8 rue P.Loyer. Cet établissement public, inscrit sous le code UAI : 0770293A, comprend 149 élèves[49]. Il dispose d’un restaurant scolaire.

La commune dépend de l'Académie de Créteil ; pour le calendrier des vacances scolaires, Juilly est en zone C.

## Économie

### Revenus de la population et fiscalité
En 2017, le nombre de ménages fiscaux de la commune était de 670, représentant 1 947 personnes et la  médiane du revenu disponible par unité de consommation  de 24 190 euros.

### Emploi
En 2017 , le nombre total d’emplois dans la zone était de 398, occupant 968 actifs  résidants.
Le taux d'activité de la population (actifs ayant un emploi) âgée de 15 à 64 ans s'élevait à  70,9 % contre un taux de chômage de 6 %.
Les 23 % d’inactifs se répartissent de la façon suivante : 12,6 % d’étudiants et stagiaires non rémunérés, 4,9 % de retraités ou préretraités et 5,6 % pour les autres inactifs.

### Entreprises et commerces
En 2015, le nombre d'établissements actifs était de 103 dont 2 dans l'agriculture-sylviculture-pêche, 4 dans l’industrie, 14 dans la construction, 63 dans le commerce-transports-services divers et 20  étaient relatifs au secteur administratif.
Ces établissements ont pourvu 339 postes salariés.

### Secteurs d'activité

#### Agriculture
Juilly est dans la petite région agricole dénommée la « Goële et Multien », regroupant deux petites régions naturelles, respectivement la Goële et le pays de Meaux (Multien). En 2010, l'orientation technico-économique de l'agriculture sur la commune est diverses cultures (hors céréales et oléoprotéagineux, fleurs et fruits).
Si la productivité agricole de la Seine-et-Marne se situe dans le peloton de tête des départements français, le département enregistre un double phénomène de disparition des terres cultivables (près de 2 000 ha par an dans les années 1980, moins dans les années 2000) et de réduction d'environ 30 % du nombre d'agriculteurs dans les années 2010. Cette tendance se retrouve au niveau de la commune où le nombre d’exploitations est passé de 4 en 1988 à 2 en 2010. Parallèlement, la taille de ces exploitations augmente, passant de 131 ha en 1988 à 254 ha en 2010.
Le tableau ci-dessous présente les principales caractéristiques des exploitations agricoles de Juilly, observées sur une période de 22 ans : 
|                                      | 1988 | 2000 | 2010 |
| ------------------------------------ | ---- | ---- | ---- |
| Dimension économique,                |      |      |      |
| Nombre d’exploitations (u)           | 4    | 2    | 2    |
| Travail (UTA)                        | 12   | 6    | 7    |
| Surface agricole utilisée (ha)       | 522  | 521  | 508  |
| Cultures                             |      |      |      |
| Terres labourables (ha)              | 488  | s    | s    |
| Céréales (ha)                        | 315  | s    | s    |
| dont blé tendre (ha)                 | 232  | s    | s    |
| dont maïs-grain et maïs-semence (ha) | s    |      |      |
| Tournesol (ha)                       | 0    |      |      |
| Colza et navette (ha)                | 0    | s    | s    |
| Élevage                              |      |      |      |
| Cheptel (UGBTA)                      | 0    | 0    | 0    |

## Culture locale et patrimoine

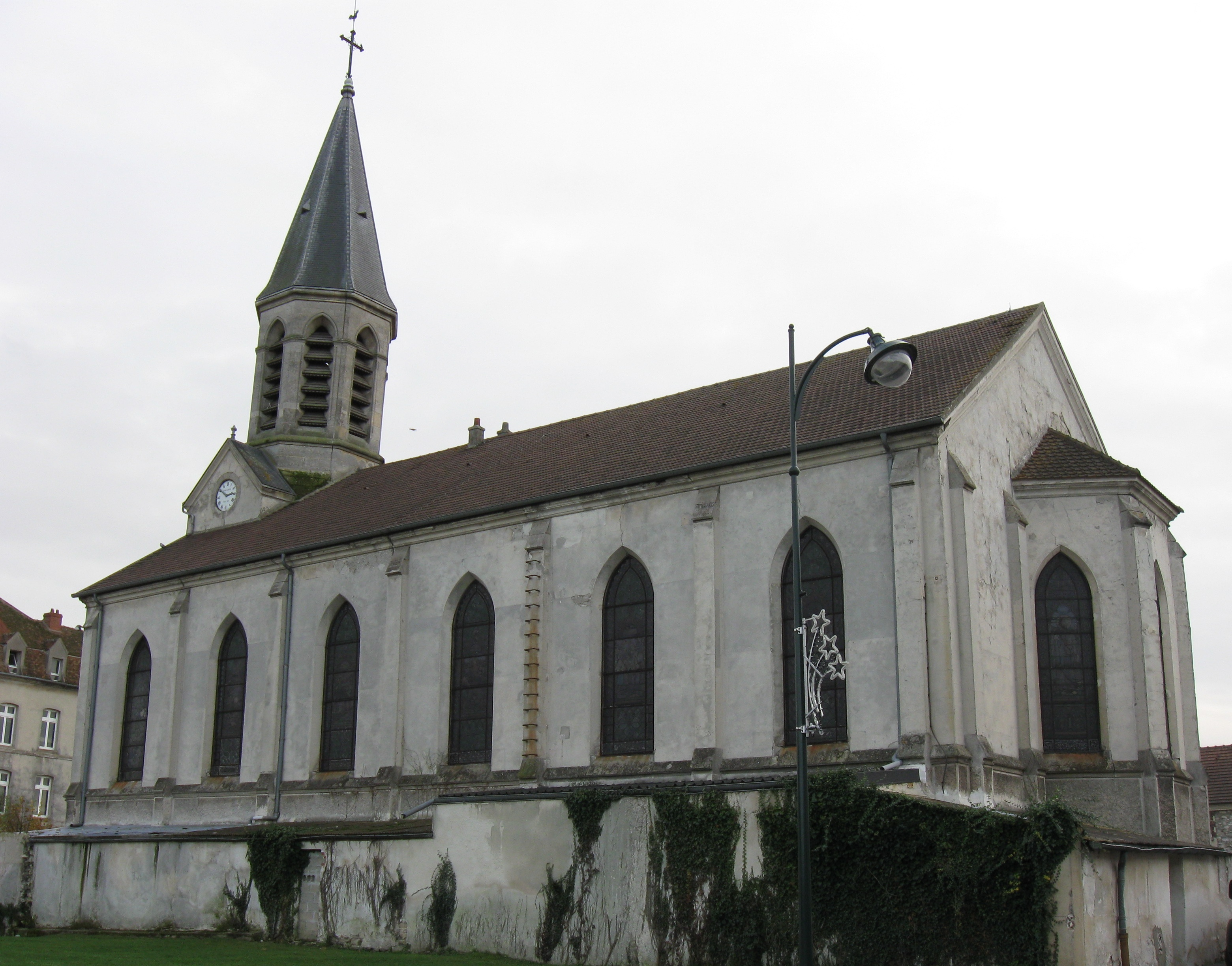
L'église Saint-Étienne.

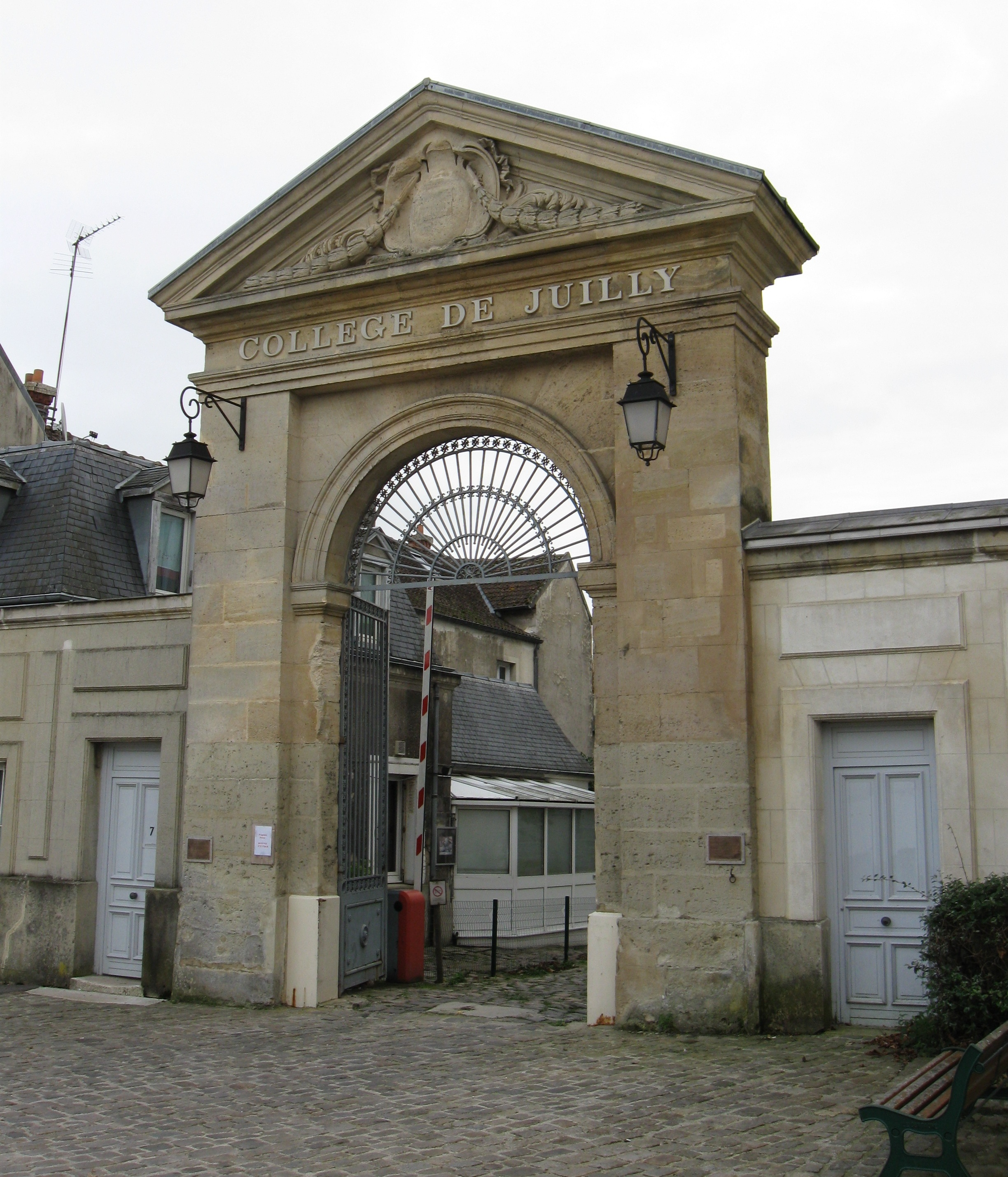
Le porche du collège.

### Lieux et monuments
- Le collège de Juilly  Inscrit MH (2021, partiellement)[56] et son parc aménagé au XVIIIe siècle, L'établissement placé sous la tutelle de l'Oratoire de France est créé en 1638 par Louis XIII, célèbre pour son internat.

Il est fermé en 2012, notamment en raison d’importantes difficultés financières. Il est réhabilité et transformé en 216 logements par le promoteur Histoire et patrimoine de 2021 à 2025, année où les logements sont livrés. La chapelle est cédée à la commune et le pigeonnier sera rénové.
Le collège a notamment accueilli Jean de La Fontaine,  Jean-Dominique Cassini, Montesquieu, Jérôme Bonaparte, Michel Polnareff et Jacques Mesrine,...
Il figurait dans les années 1960 parmi les pionniers de l'apprentissage de l'anglais par immersion totale sur la côte sud de l'Angleterre.
- L'église Saint-Étienne, reconstruite au XIXe siècle par l'architecte Louis-Auguste Boileau.
- La mairie-école, XXe siècle.
- Le château de la Marguette, XIXe siècle.

### Personnalités liées à la commune
- Honoré Alexandre Hacquin (1742-1821), général des armées de la République et de l'Empire, y est né.
- Robert Le Bidois (1897-1971), linguiste et diplomate français y est né.

### Héraldique
| Blason de Juilly | Blason  | Taillé: au 1er de gueules à l'épi de blé feuillé en pal enserré par deux branches de laurier les tiges passées en sautoir en pointe et brochant sur l'épi, le tout d'argent, au 2e d'argent à la croix fleuronnée de gueules. |
| Blason de Juilly | Détails | Le statut officiel du blason reste à déterminer. |